# کارکس بیگلووی
کارکس بیگلووی (نام علمی: Carex bigelowii) نام یک گونه از سرده جگن است.